# 바이오파이썬
바이오파이썬(Biopython) 프로젝트는 분자생물학 계산에 자유롭게 사용하기 위한 파이썬 라이브러리 구축 프로젝트이다.

## 같이 보기
- 바이오자바
- 바이오펄